# Zamarovce
Zamarovce és un poble i municipi d'Eslovàquia que es troba a la regió de Trenčín.

## Història
La primera menció escrita de la vila es remunta al 1208.

## Demografia
| Godina             | 1994 | 2004    | 2014    | 2024    |
| ------------------ | ---- | ------- | ------- | ------- |
| Nombre de persones | 635  | 763     | 970     | 1174    |
| Diferència         |      | +20,15% | +27,12% | +21,03% |

| Godina             | 2023 | 2024   |
| ------------------ | ---- | ------ |
| Nombre de persones | 1178 | 1174   |
| Diferència         |      | −0,33% |